# Pont Vert

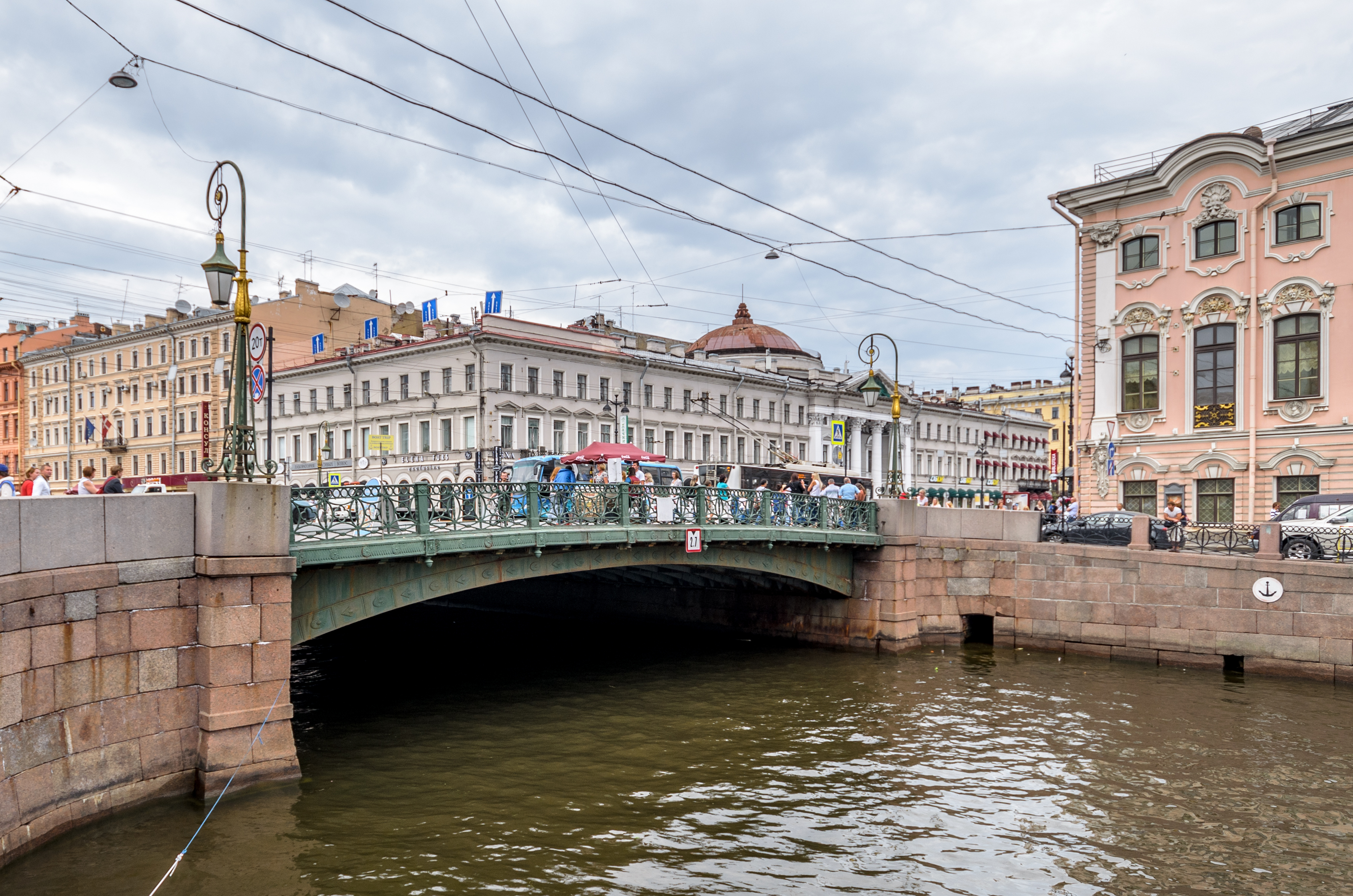
Vue du pont Vert en 2014?

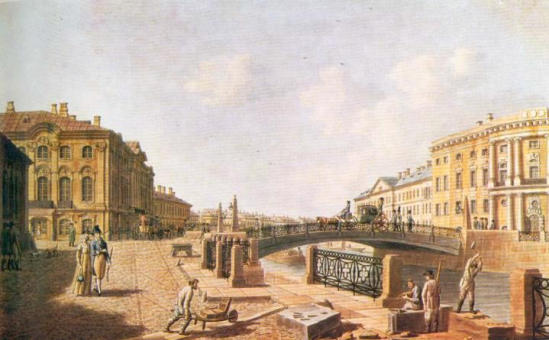
Vue du pont de la Police en 1811.

Le pont Vert est un pont de Saint-Pétersbourg qui enjambe la Moïka dans le prolongement de la perspective Nevski. Il mesure 39,8m de long et 38,7m de large.

## Histoire
Un premier pont de bois a été construit vers 1713, lorsque la route qui allait devenir la perspective Nevski était en construction. Il a été remplacé par un pont-levant et reconstruit plusieurs fois pendant le XVIIIe siècle. Son nom provient de la peinture verte qui le décore depuis 1735. Il est renommé pont de la Police (nom qu'il garde jusqu'en 1918) à cause de la proximité du bâtiment central de la police impériale.
C'est en 1806-1808 que l'on commande à l'architecte d'origine écossaise William Hastie le projet du pont actuel en fonte, le premier de ce type dans la capitale impériale, avec des trottoirs et des obélisques de granite, comme plus tard sur le pont des Baisers. François Sainte de Wollant est appelé aussi en tant que conseiller.
Le pont de la Police est agrandi en 1842, les trottoirs sont soutenus par des supports métalliques, et l'ingénieur Gottmann remplace les obélisques par des lampadaires de fonte. C'est en 1844 que la chaussée du pont est asphaltée, une première en Russie à l'époque, comme le rapporte l'Abeille du nord. Le pont de la Police est agrandi en 1904-1907 pour laisser le passage au tramway et les lampadaires de fonte sont remplacés par des lampadaires de fer dorés.
Le pont est renommé pont du Peuple en 1918. Il est restauré entre 1961 et 1967 et l'on remet des lampadaires ressemblant aux lampadaires d'origine. Il retrouve son nom d'origine en 1998.